# Saint-Félix-Lauragais

Saint-Félix-Lauragais este o comună în departamentul Haute-Garonne din sudul Franței. În 2009 avea o populație de 1.352 de locuitori.

## Evoluția populației
| An        | 1975  | 1982  | 1990  | 1999  | 2006  | 2009  |
| --------- | ----- | ----- | ----- | ----- | ----- | ----- |
| Populație | 1.110 | 1.188 | 1.177 | 1.301 | 1.348 | 1.352 |

## Monumente

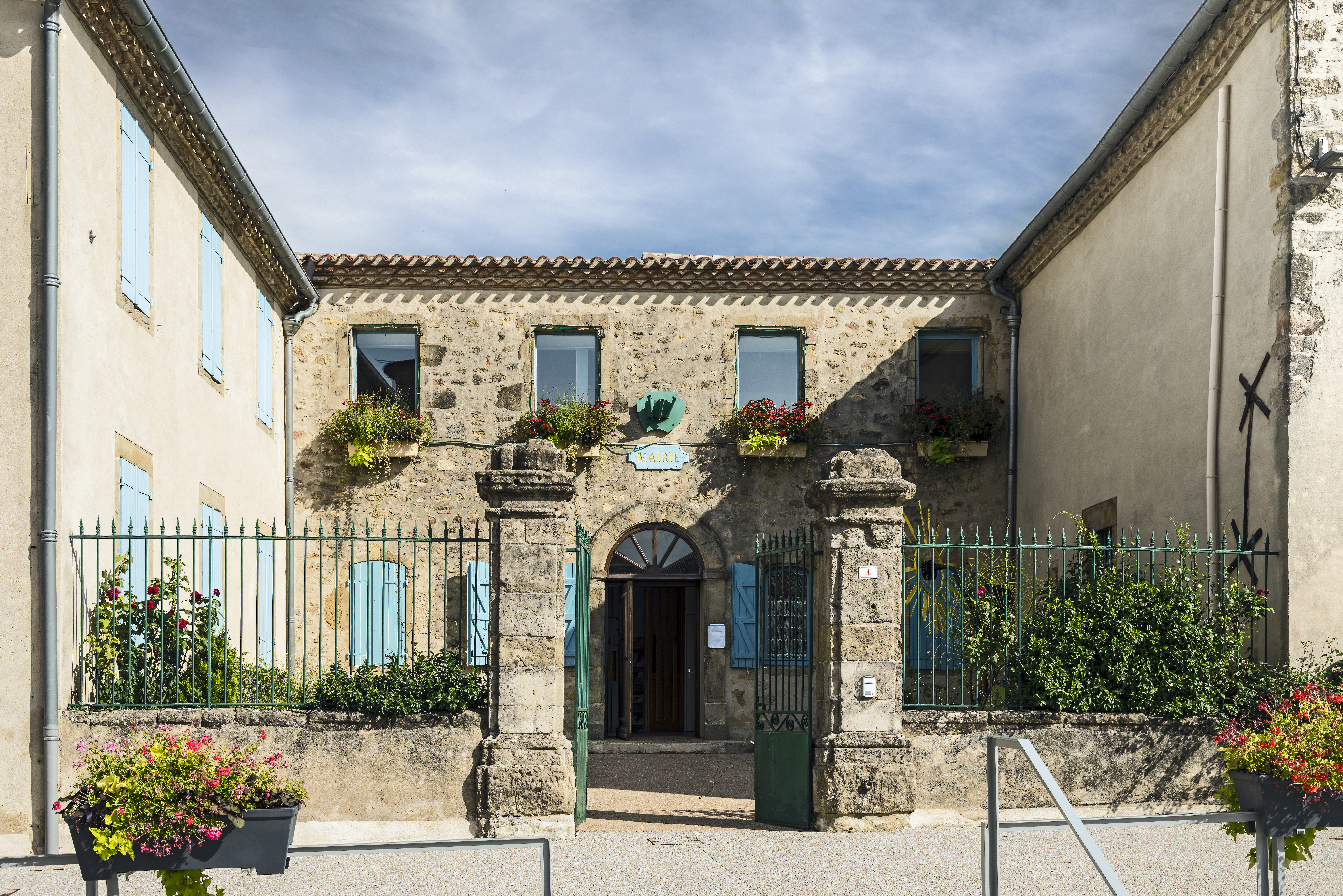
Primărie
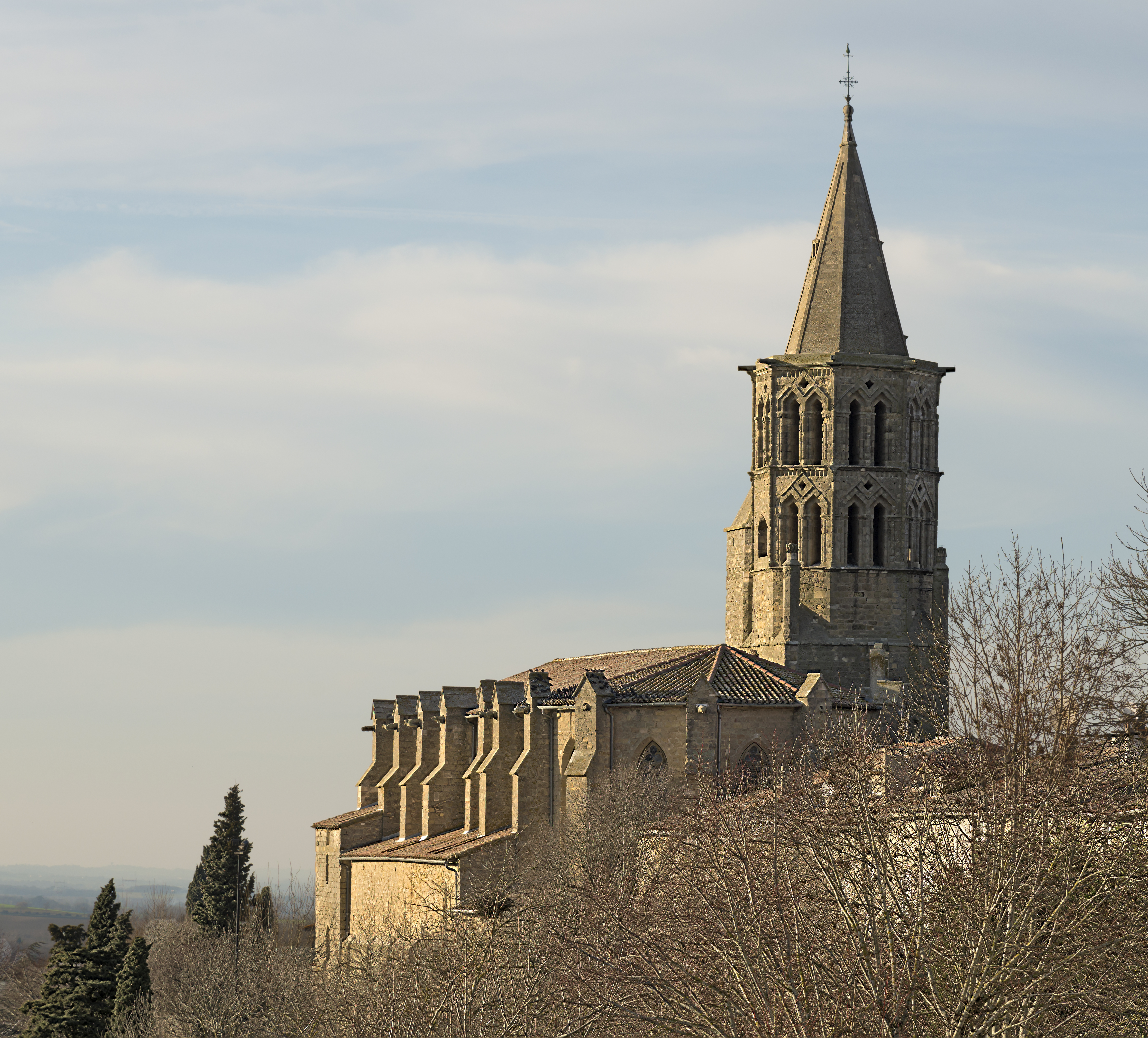
Biserica
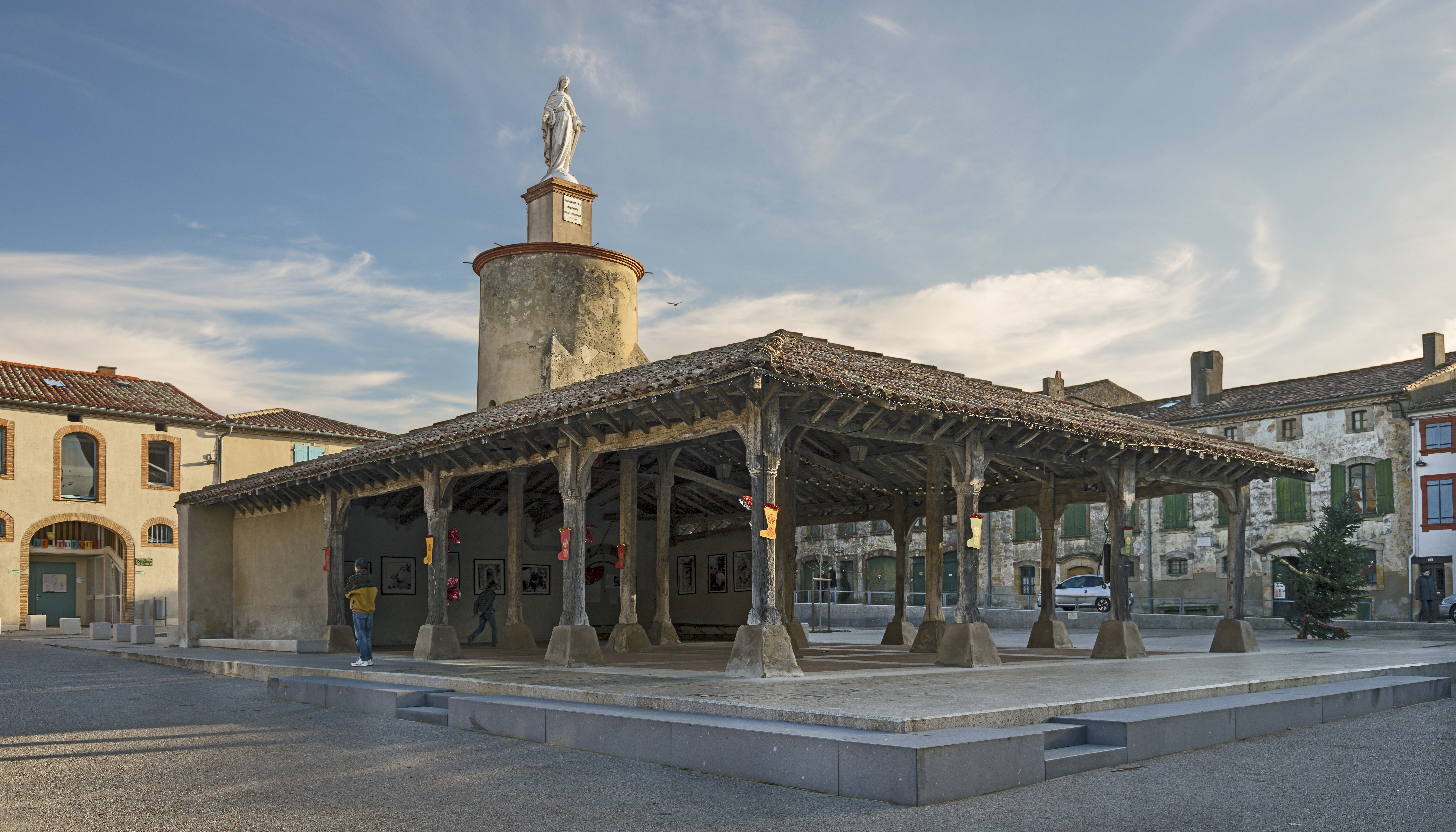
Piața acoperită
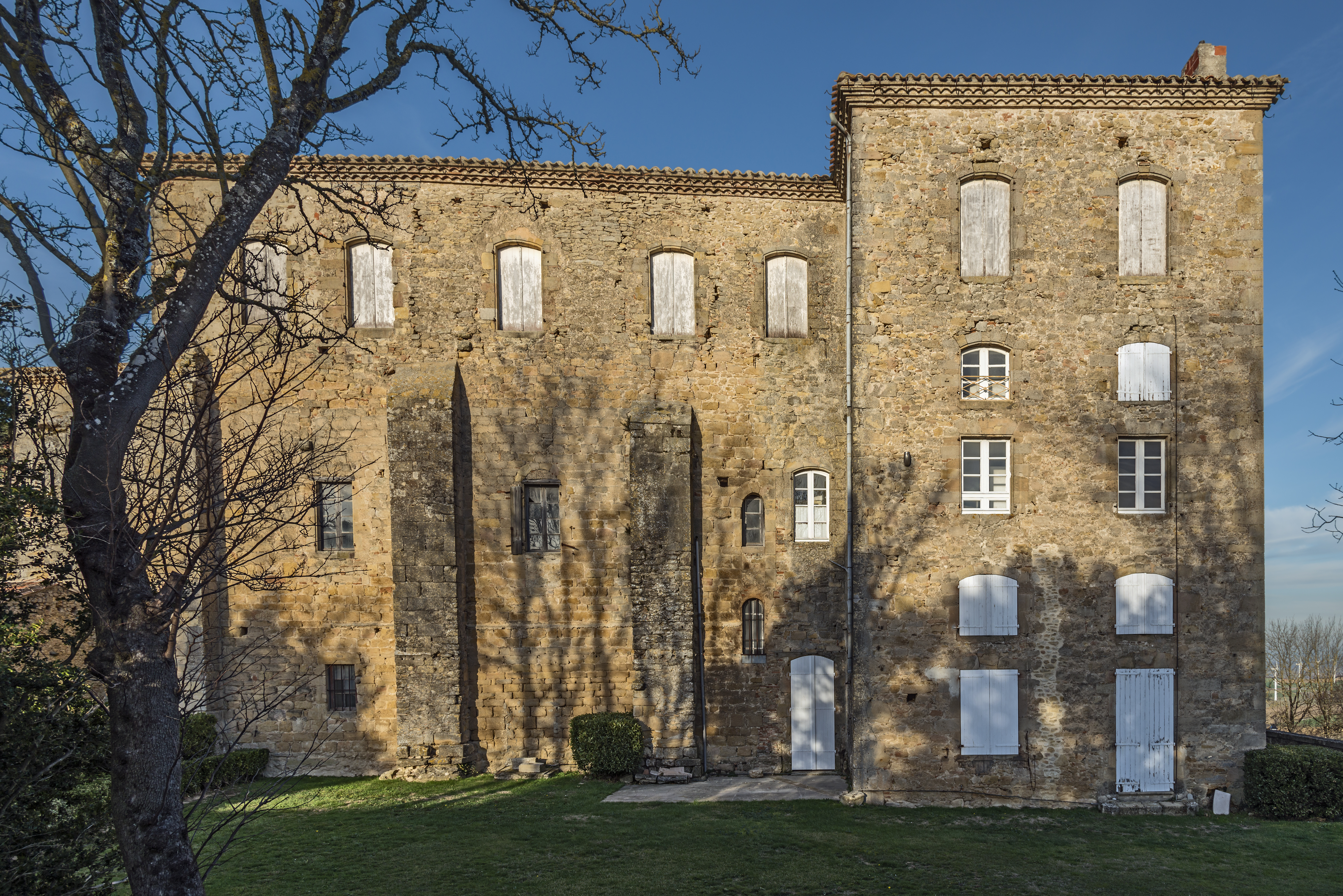
Castelul